# Biotopo torbiera di Pramollo
La Torbiera di Pramollo è un biotopo del Friuli-Venezia Giulia istituito come area naturale protetta nel 1998.
Occupa una superficie di 4,2 ha nella provincia di Udine.